# 红旗出版社

红旗出版社标识

红旗出版社是中华人民共和国浙江省的一家出版社。隶属于浙江日报报业集团。总部位于北京市沙滩北街2号。它成立于2009年，之前隶属于中国共产党中央委员会主办的《求是》杂志。红旗出版社主要出版与中国共产党以及马克思主义、列宁主义、斯大林主义、毛泽东思想、邓小平理论等社会主义思潮的书籍。现任社长是徐永新。

## 相关事件
与阿里巴巴独家合作，出版《马云：未来已来》《马云与员工内部对话》《马云内部讲话 : 关键时，马云说了什么》《马云和他的朋友们 : 朋友就是要来往》《互联网时代才刚刚开始：马云内部讲话2.0》等。